# Flygolyckan i Umeå 2019
Flygolyckan i Umeå inträffade den 14 juli 2019, då ett mindre plan med en grupp fallskärmshoppare havererade på Storsandskär i Ume älv där samtliga nio personer ombord omkom då planet störtade.
Haveriutredningen kom till slutsatsen att olyckan orsakades av att planet var lastat nära sin maxkapacitet, vilket i kombination med ofullständiga last- och balansberäkningar medförde att planet när fallskärmshopparna förberedde sitt uthopp fick en viktfördelning som gjorde planet instabilt.

## Olycksförlopp
Klockan 13:33. Planet lyfter från Umeå Airport. Vid start var flygplanet för tungt lastat för rådande lufttryck och temperatur. Passagerarna och deras utrustning vägdes aldrig, och piloten fick inte bestämma hur vikten skulle fördelas. På grund av detta antas även att flygplanet var baktungt.
14:00  Efter en normal stigning till planerad höjd girar planet norrut.
14:05  Piloten begär högre höjd. Enligt SHK var detta på fallskärmshopparnas begäran relaterat till moln. Ny höjd beviljas och pilot meddelar "klar att fälla". Under denna sista stigning minskar flygplanets hastighet, och förblir låg.
14:06 SHK misstänker att bakre kabindörr öppnades nu. Då förskjuts masscentrumläget bakåt, luftmotståndet ökar, och flygplanet girar åt vänster. Vid SHK:s referensflygning noterades en markant trimförändring vid dörröppning.
14:07 Till slut överstegrar vingarna, och slutar då generera lyftkraft.
14:07:02 13 600 fot (4150 m) över Storsandskär, med 30 sekunders flygning kvar till avsedd fällpunkt, noteras på radar en radikal, oannonserad gir samt störtdykning.
14:07:18 Piloten är nära att lyckas rädda flygplanet, och bromsar dykningen.
14:07:26 På 11 000 fots höjd (3350 m) bryts ena vingen av uppåt (dorsal riktning). Situationen är nu ohävbar. Den nu asymmetriska lyftkraften orsakar en snabb rotation. Fallskärmshopparna pressas fast mot väggarna på grund av g-krafter på upp till 3,5. Trots att flygplanets dörrar går att fälla för snabb evakuering är kraften hopparna utsätts för så stor att ingen lyckas ta sig ut. Piloten hade fallskärm samt en egen dörr intill sätet, men verkar ha valt att försöka rädda flygplanet och passagerare före sig själv.
14:08:01 Kommer det sista transponderekot. SE-MES är nu 1475 fot (450 m) över Storsandskär. Boende ser flygplanet dyka mot marken, saknande en vinge, med  sjunkhastighet 200 fot/s (60 m/s).
14:08:08 Nedslag. Hastighet 116 knop (216 km/h). Samtliga ombord får svåra kross- och decelerationsskador och dör omedelbart.
14:12 Inkommer externt haverilarm till flygledare. Flygplanets nödsändare förstördes vid nedslaget, så vraket lokaliseras med hjälp av ett annat flygplan.
14:33 Räddningstjänst når vraket. Samtliga nio som befunnit sig i planet är döda.

## Flygplanet
Flygplanet var av typen GippsAero GA8 Airvan, tillverkat av GippsAero (ursprungligen Gippsland Aeronautics) i Victoria, Australien. Planet har åtta säten. Under 2017 var cirka 240 plan av denna typ i drift.

## Haveriutredningen
Det framkom tidigt i utredning att delar av planet brutits loss redan medan det fortfarande befann sig i luften, och med anledning av dödsolyckan i Umeå utfärdade Europeiska unionens byrå för luftfartssäkerhet (Easa) den 19 juli ett förbud från att använda flygplansmodellen, . Detta flygförbud hävdes dock den 25 juli av EU och Australien. Istället gick australiska luftfartsmyndigheten Casa då ut med informationen att planet, som bröts sönder i luften i samband med kraschen, utsatts för aerodynamiska krafter som överstigit de som konstruktionen är certifierad för, och ansåg därmed att det inte varit något konstruktionsfel.
Den 13 augusti meddelade Statens haverikommission (SHK) att man hittat en minnesenhet som de skickat på analys och som de har förhoppningar om att den kan bringa klarhet i vad som hände med planet.
Den 18 september 2019 höll SHK en presskonferens där man gav en statusuppdatering. Det som då var klarlagt  var att planet var något överlastat vid start och dessutom baktungt. När flygplanet störtade var även sidodörren öppen.
Den 18 april 2020 meddelade haverikommissionen att utredningen var klar. Det angavs att orsaken till att planet störtade var känd, men att detta skulle bli officiellt först i september 2020 (tidigare nämndes juli), då flygplanstillverkaren, Transportstyrelsen och andra myndigheter skulle ges möjlighet att ta del av rapporten innan den blir offentlig.
Den 9 september 2020 utgavs den slutliga rapporten av SHK, ISSN 1400-5719.
Rapporten angav att orsaken var att planet var överlastat och baktungt och flögs på ovanligt hög höjd (4100 m) vilket innebar sämre lyftkraft. När hopparna reste sig försköts tyngdpunkten mera bakåt, vilket fick planet att stiga och tappa fart. Det överstegrade och började störta. Planet bröts sönder av de höga krafterna detta innebar. Piloten var inte så erfaren och hade inte gjort en ordentlig beräkning av vikt och tyngdpunkt och klarade inte av att hantera överstegringen. Rotationen vid störtningen gjorde att hopparna inte klarade att hoppa.

## Påföljande åtgärder
Som en följd till olyckan så gav haverikommissionen omfattande säkerhetsrekommendationer för att undvika att en liknande olycka skulle kunna inträffa igen. Rekommendationerna handlar generellt om att öka säkerheten vid fallskärmshoppning, vilket möjligen innefattar faktiska regeländringar. Under året har Transportstyrelsen betonat de nuvarande reglerna och Fallskärmsförbundet förtydligat reglerna gentemot klubbarna.
Kulturen bland fallskärmsklubbar i Sverige har förändrats. Piloter har nu ett tydligare mandat att kräva en viss viktfördelning, samt vägra flyga med en totalvikt som ligger för nära flygplanets maxkapacitet för rådande lufttryck och temperatur. De har även ett tydligare mandat att kräva att alla passagerare och deras utrustning ska vägas före ilastning.